# 旗鼓佐领
旗鼓佐领（穆麟德轉寫：cigu niru）是包衣佐领人的一种，由早期归附的汉姓人丁组成，所以又称“包衣汉军”或“旗鼓汉军”，有时直接简称为“汉军”，内务府三旗的旗鼓佐领亦称“内务府汉军”。但是，旗鼓佐领并不是汉军八旗的一部分。根据《八旗通志·旗份志》中的记载，旗鼓佐领隶属于满洲八旗包衣参领之下。不过，因內務府三旗包衣佐領在行政系統上獨立於滿洲八旗，所以内务府旗鼓佐领下人的旗籍不冠上滿洲旗，而為單純的「內務府旗籍」，僅在少數與八旗類同的事務才歸八旗滿洲都統衙門管理。

## 简介
旗鼓佐领在八个旗中均有分布。多有以军功授世爵位世职者，如三等男胡海、张时荐等。比较知名的还有曹氏、高氏等家族。曹氏家族在始祖曹锡远、曹振彦父子时期归降后金，传家至曹寅这代因其母孙氏为康熙帝乳母而开始日益显赫，红楼梦的作者曹雪芹即为曹寅之孙。高氏家族因慧贤皇贵妃的缘故，也曾一度跻身显要。慧贤皇贵妃的父亲为文渊阁大学士高斌。此外，还有因续写红楼梦而知名、出身铁岭高氏的高鹗。其他较为知名的还有以镶黄旗冯氏英廉家族、正黄旗“钟杨家”杨钟羲家族等。
旗鼓佐领下人的旗内待遇相较他者要复杂一些。在出仕方面，旗鼓与满洲佐领相同，所递补官缺皆为满缺；但在考试待遇上，旗鼓佐领下人缺被归入汉军，因此无法占有满洲、蒙古旗人特有的分榜名额，也就无法享受“满洲中额较宽”的待遇；旗鼓在补兵缺方面也不与满洲佐领相同，在挑甲名额的分配上，给予旗鼓佐领的配额也要少于满洲佐领。
内务府旗鼓佐领的数量有18个，多于满洲佐领（15个）；府属旗鼓佐领因为受汉军出旗影响被大量放出，在嘉庆年间仅剩下10个，尚不足府属满洲佐领的四分之一。

### 引证
1. ↑  杜家骥 2008，第438頁
2. ↑  杜家骥 2008，第439頁
3. ↑  鄂尔泰等 1985，第25-190頁
4. ↑  杜家骥 2008，第438頁、《大清仁宗睿皇帝實錄》卷351
5. ↑  弘昼等 2002，第803-803頁
6. ↑  杜家骥 2008，第474頁
7. ↑  福格 1984，第17頁
8. ↑  杜家骥 2008，第460頁
9. ↑  杜家骥 2008，第461頁
10. ↑  杜家骥 2008，第440頁
11. ↑   參: